# 마헨 극장

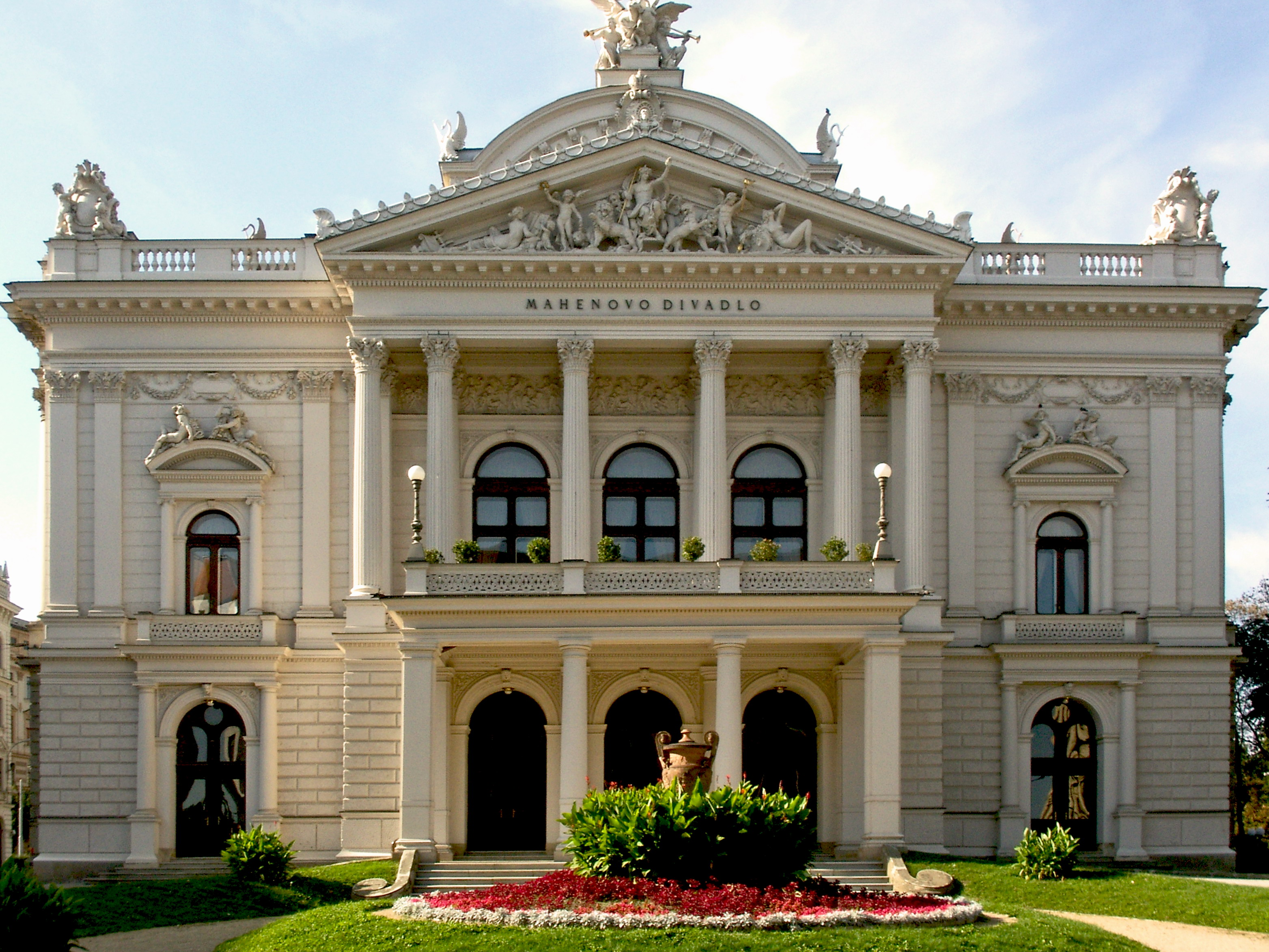
마헨 극장

마헨 극장(체코어: Mahenovo divadlo)은 체코 브르노에 위치한 극장이다.